# Tarasivka, Malîn
Tarasivka (în ucraineană Тарасівка) este un sat în comuna Ustînivka din raionul Malîn, regiunea Jîtomîr, Ucraina.

## Demografie
Componența lingvistică a localității Tarasivka
     Ucraineană (96,05%)
     Rusă (2,63%)
Conform recensământului din 2001, majoritatea populației localității Tarasivka era vorbitoare de ucraineană (96,05%), existând în minoritate și vorbitori de rusă (2,63%).